# Discografia di Shiva
La discografia di Shiva, rapper italiano, è costituita da sette album in studio (di cui uno pubblicato insieme al rapper Sfera Ebbasta), quattro EP, oltre cinquanta singoli e quarantacinque video musicali, pubblicati dal 2016.

## Album in studio
| Anno                                                         | Titolo | Classifiche | Classifiche | Classifiche | Certificazioni     |
| Anno                                                         | Titolo | ITA         | BEL (WA)    | SWI         | Certificazioni     |
| ------------------------------------------------------------ | --- | ----------- | ----------- | ----------- | ------------------ |
| 2017                                                         | Tempo anima - Pubblicato: 27 gennaio 2017 - Etichetta: Honiro Label - Formati: CD, download digitale, streaming                                                | —           | —           | —           |                    |
| 2018                                                         | Solo - Pubblicato: 26 marzo 2018 - Etichetta: Honiro Label - Formati: CD, download digitale, streaming                                                         | —           | —           | —           |                    |
| 2021                                                         | Dolce vita - Pubblicato: 11 giugno 2021 - Etichetta: Milano Ovest, Sony Music - Formati: CD, download digitale, streaming                                      | 6           | —           | 57          | - ITA: Platino     |
| 2022                                                         | Milano Demons - Pubblicato: 25 novembre 2022 - Etichetta: Milano Ovest, Sony Music - Formati: CD, LP, download digitale, streaming                             | 1           | —           | 18          | - ITA: Platino (4) |
| 2023                                                         | Santana Season - Pubblicato: 9 giugno 2023 - Etichetta: Milano Ovest, Sony Music - Formati: CD, LP, download digitale, streaming                               | 2           | —           | 10          | - ITA: Platino     |
| 2024                                                         | Milano Angels - Pubblicato: 6 settembre 2024 - Etichetta: Milano Ovest, Sony Music - Formati: CD, LP, download digitale, streaming                             | 1           | —           | 4           | - ITA: Platino (2) |
| 2025                                                         | Santana Money Gang (con Sfera Ebbasta) - Pubblicato: 11 aprile 2025 - Etichetta: Universal, BHMG, Milano Ovest - Formati: CD, LP, download digitale, streaming | 1           | 129         | 3           | - ITA: Platino     |
| "—" indica una pubblicazione non classificata in quel paese. | |             |             |             |                    |

## Extended play
| Anno                                                         | Titolo | Classifiche | Classifiche | Certificazioni |
| Anno                                                         | Titolo | ITA         | SWI         | Certificazioni |
| ------------------------------------------------------------ | --- | ----------- | ----------- | -------------- |
| 2014                                                         | La via del guerriero - Pubblicato: 2014 - Etichetta: indipendente - Formati: CD, download digitale                           | —           | —           |                |
| 2020                                                         | Routine - Pubblicato: 31 gennaio 2020 - Etichetta: Jive Records, Sony Music - Formati: download digitale, streaming          | 2           | —           | - ITA: Oro     |
| 2022                                                         | Dark Love EP - Pubblicato: 24 giugno 2022 - Etichetta: Jive Records, Sony Music - Formati: download digitale, streaming      | 2           | 68          | - ITA: Platino |
| 2024                                                         | Angels & Demons - Pubblicato: 20 dicembre 2024 - Etichetta: Milano Ovest, Sony Music - Formati: download digitale, streaming | —           | —           |                |
| "—" indica una pubblicazione non classificata in quel paese. | |             |             |                |

## Singoli

### Come artista principale
| Anno                                                         | Titolo                             | Classifiche | Classifiche | Certificazioni     | Album di provenienza |
| Anno                                                         | Titolo                             | ITA         | SWI         | Certificazioni     | Album di provenienza |
| ------------------------------------------------------------ | ---------------------------------- | ----------- | ----------- | ------------------ | -------------------- |
| 2016                                                         | Corvi                              | —           | —           |                    | Tempo anima          |
| 2017                                                         | Buio                               | —           | —           |                    | Tempo anima          |
| 2017                                                         | Spirito                            | —           | —           |                    | /                    |
| 2017                                                         | Luce in strada                     | —           | —           |                    | /                    |
| 2017                                                         | Ragazzi miei                       | —           | —           |                    | Solo                 |
| 2017                                                         | Fuoco/Esse                         | —           | —           |                    | Solo                 |
| 2018                                                         | Diego                              | —           | —           |                    | Solo                 |
| 2018                                                         | Santana                            | —           | —           |                    | /                    |
| 2018                                                         | Come no                            | —           | —           | - ITA: Oro         | /                    |
| 2019                                                         | Radar                              | —           | —           |                    | /                    |
| 2019                                                         | Guai                               | —           | —           |                    | /                    |
| 2019                                                         | Mon fre (feat. Emis Killa)         | 24          | —           | - ITA: Platino (2) | /                    |
| 2019                                                         | Bossoli                            | 12          | —           | - ITA: Platino     | /                    |
| 2019                                                         | Non sto più in zona (feat. Pyrex)  | 14          | —           | - ITA: Oro         | /                    |
| 2019                                                         | Soldi in nero (con Sfera Ebbasta)  | 2           | —           | - ITA: Platino (2) | /                    |
| 2020                                                         | Calmo (feat. Thasup)               | 1           | —           | - ITA: Platino     | Routine              |
| 2020                                                         | Auto blu (feat. Eiffel 65)         | 1           | 96          | - ITA: Platino (2) | /                    |
| 2020                                                         | Bicarbonato (con The Night Skinny) | 44          | —           |                    | /                    |
| 2020                                                         | In piazza (con Paky)               | 47          | —           | - ITA: Oro         | /                    |
| 2020                                                         | Take 1                             | —           | —           |                    | /                    |
| 2020                                                         | Take 2                             | 82          | —           |                    | /                    |
| 2021                                                         | La mia storia                      | 64          | —           |                    | Dolce vita           |
| 2021                                                         | I Can Fly                          | 78          | —           |                    | Dolce vita           |
| 2021                                                         | Fendi Belt (feat. Paky)            | 30          | —           | - ITA: Platino     | Dolce vita           |
| 2021                                                         | Take 3                             | 48          | —           | - ITA: Oro         | /                    |
| 2021                                                         | Aston Martin (feat. Headie One)    | 56          | —           |                    | /                    |
| 2022                                                         | Pensando a lei                     | 8           | —           | - ITA: Platino (2) | Dark Love EP         |
| 2022                                                         | Soldi puliti                       | 16          | —           | - ITA: Platino     | Milano Demons        |
| 2022                                                         | Non è Easy                         | 28          | —           | - ITA: Platino     | Milano Demons        |
| 2022                                                         | Niente da perdere                  | 13          | —           | - ITA: Platino     | Dark Love EP         |
| 2022                                                         | Regina del Block                   | 60          | —           | - ITA: Oro         | Dark Love EP         |
| 2022                                                         | 3 Stick Freestyle                  | 58          | —           | - ITA: Oro         | Milano Demons        |
| 2022                                                         | Take 4                             | 2           | —           | - ITA: Platino (2) | Milano Demons        |
| 2022                                                         | Alleluia (feat. Sfera Ebbasta)     | 1           | —           | - ITA: Platino (2) | Milano Demons        |
| 2023                                                         | 100 Opps                           | 20          | —           | - ITA: Oro         | Santana Season       |
| 2023                                                         | Caramelo (con VillaBanks e Rvfv)   | 78          | —           | - ITA: Oro         | VillaBanks           |
| 2023                                                         | Syrup                              | 1           | —           | - ITA: Platino     | Milano Angels        |
| 2024                                                         | Milano Shotta Freestyle            | 26          | —           |                    | Milano Angels        |
| 2024                                                         | First Day Out                      | 20          | —           | - ITA: Oro         | Milano Angels        |
| 2024                                                         | Take 5                             | 3           | —           | - ITA: Oro         | Milano Angels        |
| 2024                                                         | Polvere (feat. Tony Boy)           | 11          | —           | - ITA: Oro         | Milano Angels        |
| 2025                                                         | Neon (con Sfera Ebbasta)           | 1           | 74          | - ITA: Platino     | Santana Money Gang   |
| "—" indica una pubblicazione non classificata in quel paese. |                                    |             |             |                    |                      |

### Come artista ospite
| Anno                                                         | Titolo                                                | Classifiche | Classifiche | Certificazioni     | Album di provenienza   |
| Anno                                                         | Titolo                                                | ITA         | SWI         | Certificazioni     | Album di provenienza   |
| ------------------------------------------------------------ | ----------------------------------------------------- | ----------- | ----------- | ------------------ | ---------------------- |
| 2019                                                         | Rip RMX (Side Baby feat. Shiva)                       | 86          | —           |                    | Arturo                 |
| 2019                                                         | Tuta Black (Paky feat. Shiva)                         | 53          | —           | - ITA: Oro         | /                      |
| 2019                                                         | Holly & Benji (Ava feat. Shiva e Capo Plaza)          | 5           | —           | - ITA: Oro         | /                      |
| 2020                                                         | Gange (Francesca Michielin feat. Shiva)               | 61          | —           |                    | Feat (stato di natura) |
| 2020                                                         | Chic (Giaime feat. Shiva)                             | 41          | —           |                    | /                      |
| 2020                                                         | Ancora lì (Cancun feat. Shiva)                        | 71          | —           |                    | Cancun                 |
| 2020                                                         | Weekend a Miami (Dani Faiv feat. Shiva)               | 68          | —           |                    | Scusate se esistiamo   |
| 2020                                                         | Tasche piene (Samurai Jay feat. Shiva)                | —           | —           |                    | /                      |
| 2021                                                         | La zone (Rhove feat. Shiva)                           | —           | —           | - ITA: Platino     | /                      |
| 2022                                                         | Purosangue (Luchè feat. Shiva)                        | 7           | —           | - ITA: Oro         | Dove volano le aquile  |
| 2023                                                         | Gelosa (Finesse feat. Shiva, Sfera Ebbasta e Guè)     | 4           | —           | - ITA: Platino (5) | /                      |
| 2023                                                         | Everyday (Takagi & Ketra feat. Shiva, Anna e Geolier) | 1           | 44          | - ITA: Platino (4) | /                      |
| 2024                                                         | Una vita fa (Geolier feat. Shiva)                     | 23          | —           | - ITA: Oro         | Dio lo sa              |
| 2024                                                         | Bad Boy (Finesse feat. Shiva e Capo Plaza)            | 14          | —           | - ITA: Oro         | /                      |
| 2025                                                         | GDE wow (Flaco G feat. Shiva)                         | —           | —           |                    | /                      |
| 2025                                                         | Anno fantastico (Luchè feat. Shiva e Tony Boy)        | 9           | —           |                    | Il mio lato peggiore   |
| "—" indica una pubblicazione non classificata in quel paese. |                                                       |             |             |                    |                        |

## Altri brani entrati in classifica
| Anno                                                         | Titolo                                         | Classifiche | Classifiche | Certificazioni     | Album di provenienza |
| Anno                                                         | Titolo                                         | ITA         | SWI         | Certificazioni     | Album di provenienza |
| ------------------------------------------------------------ | ---------------------------------------------- | ----------- | ----------- | ------------------ | -------------------- |
| 2020                                                         | Domani                                         | 10          | —           |                    | Routine              |
| 2020                                                         | Chance (feat. Capo Plaza)                      | 1           | —           | - ITA: Oro         | Routine              |
| 2020                                                         | Figlio della calle                             | 29          | —           |                    | Routine              |
| 2020                                                         | Milano Ovest (feat. Marracash)                 | 5           | —           | - ITA: Oro         | Routine              |
| 2020                                                         | Scarabeo                                       | 20          | —           |                    | Routine              |
| 2020                                                         | Diario di Noel                                 | 28          | —           |                    | Routine              |
| 2021                                                         | Mastercard (feat. Lil Baby)                    | 62          | —           |                    | Dolce vita           |
| 2021                                                         | Non sai niente (feat. Guè)                     | 69          | —           |                    | Dolce vita           |
| 2022                                                         | Sei qui                                        | 44          | —           |                    | Dark Love EP         |
| 2022                                                         | Tanti cuori                                    | 48          | —           |                    | Dark Love EP         |
| 2022                                                         | X sempre                                       | 61          | —           |                    | Dark Love EP         |
| 2022                                                         | Mujer (feat. Madame)                           | 46          | —           | - ITA: Oro         | Dark Love EP         |
| 2022                                                         | Cose che non ho                                | 70          | —           |                    | Dark Love EP         |
| 2022                                                         | Milano Demons                                  | 23          | —           |                    | Milano Demons        |
| 2022                                                         | Cup                                            | 9           | —           | - ITA: Oro         | Milano Demons        |
| 2022                                                         | Vorrei (feat. Lazza)                           | 4           | —           | - ITA: Platino     | Milano Demons        |
| 2022                                                         | Rollie AP (feat. Pyrex e Slings)               | 15          | —           |                    | Milano Demons        |
| 2022                                                         | Cellphone (feat. Rhove e Bianca Costa)         | 24          | —           |                    | Milano Demons        |
| 2022                                                         | Diamante                                       | 29          | —           | - ITA: Oro         | Milano Demons        |
| 2022                                                         | Messaggio in segreteria (interlude)            | 54          | —           |                    | Milano Demons        |
| 2022                                                         | Cicatrici (feat. Tedua)                        | 13          | —           | - ITA: Oro         | Milano Demons        |
| 2022                                                         | Non lo sai                                     | 2           | —           | - ITA: Platino (3) | Milano Demons        |
| 2022                                                         | Naturale                                       | 38          | —           |                    | Milano Demons        |
| 2022                                                         | Dimenticare (feat. Federica Abbate)            | 50          | —           |                    | Milano Demons        |
| 2022                                                         | Un altro show (feat. Geolier)                  | 31          | —           | - ITA: Platino (2) | Milano Demons        |
| 2022                                                         | Se fosse per me                                | 49          | —           |                    | Milano Demons        |
| 2023                                                         | Santana Season                                 | 40          | —           |                    | Santana Season       |
| 2023                                                         | Bibidi bobidi bu (feat. Paky)                  | 13          | —           | - ITA: Oro         | Santana Season       |
| 2023                                                         | Arsenico                                       | 39          | —           | - ITA: Oro         | Santana Season       |
| 2023                                                         | Charts Global                                  | 57          | —           |                    | Santana Season       |
| 2023                                                         | Whip (feat. Yovngchimi)                        | 52          | —           |                    | Santana Season       |
| 2023                                                         | Soli (feat. Tiago PZK)                         | 80          | —           |                    | Santana Season       |
| 2023                                                         | Diversi                                        | 65          | —           |                    | Santana Season       |
| 2023                                                         | Elicotteri (feat. Geolier)                     | 31          | —           | - ITA: Oro         | Santana Season       |
| 2023                                                         | Riflessi rossi (feat. Luchè e Guè)             | 44          | —           |                    | Santana Season       |
| 2023                                                         | Un milione di volte (feat. Sfera Ebbasta)      | 3           | —           | - ITA: Platino (2) | Santana Season       |
| 2023                                                         | Champagne + Tiffany                            | 63          | —           |                    | Santana Season       |
| 2024                                                         | Milano Angels                                  | 9           | —           |                    | Milano Angels        |
| 2024                                                         | Let's Go (feat. Paky e NLE Choppa)             | 12          | —           |                    | Milano Angels        |
| 2024                                                         | Tutto o nada                                   | 16          | —           | - ITA: Oro         | Milano Angels        |
| 2024                                                         | Cambierà                                       | 30          | —           |                    | Milano Angels        |
| 2024                                                         | 6 AM                                           | 13          | —           |                    | Milano Angels        |
| 2024                                                         | Replay (feat. Lil Tjay)                        | 29          | —           |                    | Milano Angels        |
| 2024                                                         | Pluh                                           | 10          | —           |                    | Milano Angels        |
| 2024                                                         | Gotham (feat. Kid Yugi)                        | 1           | —           | - ITA: Platino     | Milano Angels        |
| 2024                                                         | Sete (feat. Mondo Marcio)                      | 17          | —           |                    | Milano Angels        |
| 2024                                                         | Don't Cry No More (feat. Geolier)              | 26          | —           |                    | Milano Angels        |
| 2024                                                         | Paradise (feat. Tedua)                         | 14          | —           |                    | Milano Angels        |
| 2024                                                         | Volo Express                                   | 41          | —           |                    | Milano Angels        |
| 2024                                                         | Lettera a Draco                                | 25          | —           |                    | Milano Angels        |
| 2024                                                         | Giovane re                                     | 85          | —           |                    | Angels & Demons      |
| 2024                                                         | Digos (feat. Paky)                             | 58          | —           |                    | Angels & Demons      |
| 2024                                                         | Ride or Die                                    | 91          | —           |                    | Angels & Demons      |
| 2025                                                         | SNTMNG (con Sfera Ebbasta)                     | 6           | —           |                    | Santana Money Gang   |
| 2025                                                         | Non metterci becco (con Sfera Ebbasta)         | 2           | 73          | - ITA: Oro         | Santana Money Gang   |
| 2025                                                         | Sei persa (con Sfera Ebbasta)                  | 3           | —           |                    | Santana Money Gang   |
| 2025                                                         | Molecole Sprite (con Sfera Ebbasta)            | 7           | —           |                    | Santana Money Gang   |
| 2025                                                         | Maybach (con Sfera Ebbasta)                    | 8           | —           |                    | Santana Money Gang   |
| 2025                                                         | MNGSNT (con Sfera Ebbasta)                     | 11          | —           |                    | Santana Money Gang   |
| 2025                                                         | D&G (con Sfera Ebbasta)                        | 5           | —           |                    | Santana Money Gang   |
| 2025                                                         | VVS Cartier (con Sfera Ebbasta)                | 11          | —           |                    | Santana Money Gang   |
| 2025                                                         | Over (Demo) (con Sfera Ebbasta)                | 4           | —           |                    | Santana Money Gang   |
| 2025                                                         | Come se non fossi nei guai (con Sfera Ebbasta) | 10          | —           |                    | Santana Money Gang   |
| 2025                                                         | Paranoia (con Sfera Ebbasta)                   | 13          | —           |                    | Santana Money Gang   |
| "—" indica una pubblicazione non classificata in quel paese. |                                                |             |             |                    |                      |

## Collaborazioni
| Anno | Titolo                        | Artista/i | Album di provenienza                             |
| ---- | ----------------------------- | --- | ------------------------------------------------ |
| 2017 | Amore sporco                  | Mostro feat. Shiva | Ogni maledetto giorno                            |
| 2019 | Fratello soldi                | G.Kres e Reggie Mills feat. Shiva                                                                                      | /                                                |
| 2019 | Walter Walzer                 | Machete feat. Dani Faiv e Shiva                                                                                        | Machete Mixtape 4                                |
| 2019 | Mc Drive                      | MamboLosco feat. Shiva                                                                                                 | Arte                                             |
| 2019 | Fumo 1etto                    | Night Skinny feat. Side Baby, Shiva e Fabri Fibra                                                                      | Mattoni                                          |
| 2019 | Mattoni                       | Night Skinny feat. Noyz Narcos, Shiva, Speranza, Gué Pequeno, Achille Lauro, Geolier, Lazza, Ernia, Side Baby e Taxi B | Mattoni                                          |
| 2019 | Taste (Make It Shake) (remix) | Aitch feat. Shiva | /                                                |
| 2020 | Equipe                        | Philip feat. Shiva | Dalla zona                                       |
| 2020 | Rari                          | Tedua feat. Paky e Shiva                                                                                               | Vita vera mixtape: aspettando la Divina Commedia |
| 2020 | MeryXSempre                   | Ernia feat. Shiva | Gemelli                                          |
| 2020 | Mon amour                     | Lazza feat. Shiva | J                                                |
| 2020 | Friend                        | Lazza feat. Shiva e Geolier                                                                                            | J                                                |
| 2020 | Alaska                        | Slait, Tha Supreme e Young Miles feat. Davido, Hell Raton e Shiva                                                      | BV3                                              |
| 2020 | Youngshit                     | Rondodasosa feat. Shiva                                                                                                | Giovane Rondo                                    |
| 2021 | Big Checks                    | Don Joe feat. Jake La Furia e Shiva                                                                                    | Milano soprano                                   |
| 2021 | Extendo RMX                   | Lele Blade feat. Paky, Shiva e Geolier                                                                                 | Ambizione                                        |
| 2022 | Dream Team                    | Sick Luke feat. Pyrex, Capo Plaza, Tedua e Shiva                                                                       | X2                                               |
| 2022 | Star                          | Paky feat. Shiva | Salvatore                                        |
| 2022 | Compliqué                     | Rhove feat. Shiva e Ghali                                                                                              | Provinciale                                      |
| 2022 | Giorni contati                | Night Skinny feat. Paky, Noyz Narcos, Geolier e Shiva                                                                  | Botox                                            |
| 2022 | Yeah                          | Thasup feat. Shiva | Carattere speciale                               |
| 2022 | Racks                         | Headie One feat. Shiva                                                                                                 | No Borders: European Compilation Project         |
| 2023 | Monday                        | Geolier feat. Shiva | Il coraggio dei bambini                          |
| 2023 | Milano Town                   | Yovngchimi feat. Shiva e Murda Beatz                                                                                   | Gangsta Grillz: Mvrda Gang                       |
| 2023 | 90 Special                    | Drillionaire feat. Sfera Ebbasta e Shiva                                                                               | 10                                               |
| 2023 | Upper                         | Drillionaire feat. Thasup e Shiva                                                                                      | 10                                               |
| 2023 | Umile                         | Tony Boy feat. Shiva                                                                                                   | Umile                                            |
| 2023 | Freaky                        | Slings feat. Shiva e Niky Savage                                                                                       | Traphouse                                        |
| 2023 | G63                           | Sfera Ebbasta feat. Lazza e Shiva                                                                                      | X2VR                                             |
| 2024 | Milano Lo Prado               | El Jordan 23 feat. Shiva                                                                                               | Palabreo del futuro                              |
| 2024 | Solo Dio sa                   | Night Skinny feat. Tony Boy, Anice, Geolier e Shiva                                                                    | Containers                                       |
| 2024 | Nuovo inizio                  | Capo Plaza feat. Shiva                                                                                                 | Ferite (Deluxe Edition)                          |
| 2024 | Perdono                       | Tony Boy feat. Shiva                                                                                                   | Going Hard 3                                     |
| 2025 | Da 0 a 100                    | Guè feat. Shiva | Tropico del Capricorno                           |
| 2025 | Wop wop                       | Papa V, Nerissima Serpe e Fritu feat. Shiva                                                                            | Mafia Slime 2                                    |
| 2025 | Don't Stop It                 | Slings feat. Shiva e Guè                                                                                               | Too Clean                                        |
| 2025 | Società                       | Tony Boy feat. Shiva                                                                                                   | Uforia                                           |
| 2025 | Maneskin                      | Sadturs e Kiid feat. Ghali e Shiva                                                                                     | No Regular Music 2                               |

## Video musicali
| Anno | Titolo                                    | Regista                          |
| ---- | ----------------------------------------- | -------------------------------- |
| 2015 | Anima                                     | Lorenzo Piermattei               |
| 2016 | Corvi                                     | Emanuele Pisano e Rocco Buonvino |
| 2016 | Spirito                                   | Lorenzo Piermattei               |
| 2017 | Buio                                      | Vincenzo Cannavacciuolo          |
| 2017 | Luce in strada                            | Tahir Hussain                    |
| 2017 | Fuoco                                     | Simone Mariano                   |
| 2017 | Esse                                      | Emanuele Pisano                  |
| 2018 | Kooda RMX                                 | Tahir Hussain                    |
| 2018 | Santana                                   | Gioffrè                          |
| 2018 | Come no                                   | Davide Vicari                    |
| 2019 | Thotiana RMX                              | Andrea Bianchera                 |
| 2019 | Guai                                      | Davide Vicari                    |
| 2019 | Take 1                                    | Andrea Bianchera                 |
| 2019 | Mon fre (feat. Emis Killa)                | Davide Vicari                    |
| 2019 | Non sto più in zona                       | Davide Vicari                    |
| 2019 | Taste (Make It Shake) [Remix] (con Aitch) | Davide Vicari                    |
| 2020 | Take 2                                    | Nicola Bussei                    |
| 2021 | La mia storia                             | Enrico Yaay                      |
| 2021 | Dolce vita                                | Andrea Folino                    |
| 2021 | Fendi Belt (feat. Paky)                   | Marco Salom                      |
| 2021 | Jackson                                   | Ivano Robustellini               |
| 2021 | Take 3                                    | Enrico Maspero                   |
| 2021 | Aston Martin (feat. Headie One)           | Orsoteschio                      |
| 2022 | Pensando a lei                            | Ivano Robustellini               |
| 2022 | Soldi puliti                              | Ivano Robustellini               |
| 2022 | Red Barz RMX                              | Ivano Robustellini               |
| 2022 | Non è Easy                                | Ivano Robustellini               |
| 2022 | Niente da perdere                         | Ivano Robustellini               |
| 2022 | Sei qui                                   | Ivano Robustellini               |
| 2022 | Take 4                                    | Ivano Robustellini               |
| 2022 | Alleluia (feat. Sfera Ebbasta)            | Late Milk                        |
| 2022 | Non lo sai                                | Ivano Robustellini               |
| 2023 | Big City Life RMX                         | Ivano Robustellini               |
| 2023 | 100 Opps                                  | Ivano Robustellini               |
| 2023 | Bibidi bobidi bu (feat. Paky)             | Renato Lambo                     |
| 2023 | Syrup                                     | Ivano Robustellini               |
| 2024 | Milano Shotta Freestyle                   | Ivano Robustellini               |
| 2024 | First Day Out                             | Ivano Robustellini               |
| 2024 | Take 5                                    | Ivano Robustellini               |
| 2024 | Pluh                                      | Ivano Robustellini               |
| 2024 | 6AM                                       | Ivano Robustellini               |
| 2024 | Giovane re                                | Ivano Robustellini               |
| 2024 | Digos (feat. Paky)                        | Ivano Robustellini               |
| 2024 | Ride or Die                               | Amedeo Zancanella                |
| 2025 | Non metterci becco (con Sfera Ebbasta)    | Late Milk                        |